# Ільницьке родовище лігніту
Ільницьке родовище лігніту — поблизу смт Ільниця, Закарпатський внутрішній прогин, Мукачівська западина, Хустський район.
Ільницьке родовище має запаси понад 1 млн т бурого вугілля. Діє кар'єр (розріз) глибиною до 10 м з його видобутку. Породи розкриву — глинисто-галечникові відклади нижньочетвертинного віку потужністю 5-7 м. Пласт бурого вугілля пліоценового віку потужністю до 2 м.
Ільницький розріз має потужність 50 тис. т на місяць. Видобуток лігніту на початку XXI ст. веде ТзОВ "Лігніт".
З давніх часів лігніт використовують як мінеральне добриво, яке покращує структуру ґрунту, містить мікрокомпоненти, впливає позитивно на біологічний синтез рослин.